# COMMD9
COMMD9 (англ. COMM domain containing 9) – білок, який кодується однойменним геном, розташованим у людей на короткому плечі 11-ї хромосоми. Довжина поліпептидного ланцюга білка становить 198 амінокислот, а молекулярна маса — 21 819.
| 10         |  | 20         |  | 30         |  | 40         |  | 50         |
| ---------- |  | ---------- |  | ---------- |  | ---------- |  | ---------- |
| MAALTAEHFA |  | ALQSLLKASS |  | KDVVRQLCQE |  | SFSSSALGLK |  | KLLDVTCSSL |
| SVTQEEAEEL |  | LQALHRLTRL |  | VAFRDLSSAE |  | AILALFPENF |  | HQNLKNLLTK |
| IILEHVSTWR |  | TEAQANQISL |  | PRLVDLDWRV |  | DIKTSSDSIS |  | RMAVPTCLLQ |
| MKIQEDPSLC |  | GDKPSISAVT |  | VELSKETLDT |  | MLDGLGRIRD |  | QLSAVASK   |

A: Аланін

C: Цистеїн

D: Аспарагінова кислота

E: Глутамінова кислота

F: Фенілаланін

G: Гліцин

H: Гістидин

I: Ізолейцин

K: Лізин

L: Лейцин

M: Метіонін

N: Аспарагін

P: Пролін

Q: Глутамін

R: Аргінін

S: Серин

T: Треонін

V: Валін

Задіяний у таких біологічних процесах, як транскрипція, регуляція транскрипції, транспорт іонів, транспорт, убіквітинування білків, транспорт натрію, ацетилювання, альтернативний сплайсинг. 
Білок має сайт для зв'язування з іоном натрію. 
Локалізований у ядрі, цитоплазматичних везикулах.